# Premio Iberoamericano Debate-Casa de América
El Premio Iberoamericano Debate Casa de América es un galardón a obras de no ficción al que convocan anualmente a partir de 2008 la Casa de América y el sello editorial Debate de Random House Mondadori con el objetivo de "fomentar la reflexión y la crítica en torno a las realidades de nuestro tiempo".

## Premiados
- 2008: Jorge Volpi (México) con El insomnio de Bolívar
- 2009: Juan José Sebreli (Argentina) con Comediantes y mártires
- 2010: Ignacio Padilla (México) con La isla de las tribus perdidas (último premio)